# 朝鲜少年团

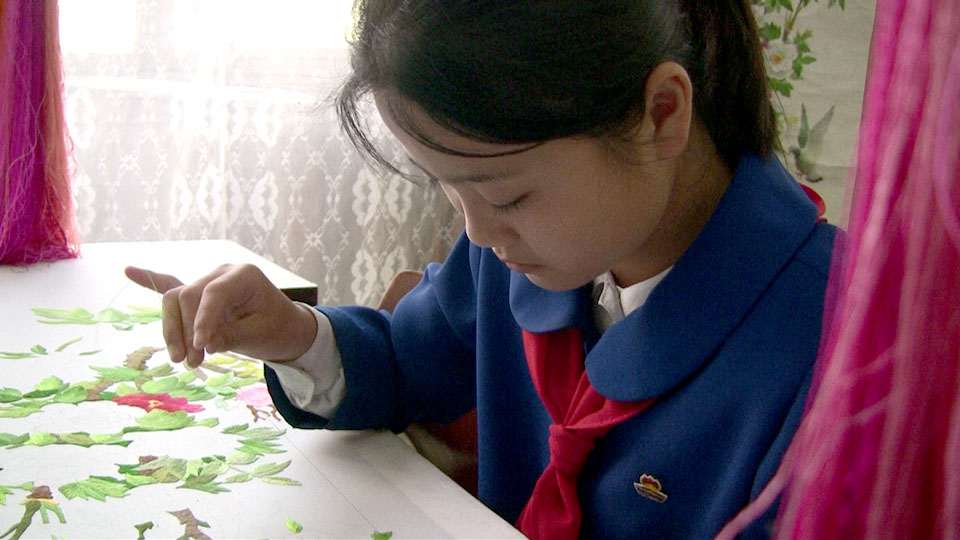
万景台学生少年宫练习刺绣的朝鲜少年团成员

朝鲜少年团（朝鲜语：／）是朝鲜民主主义人民共和国的少年先锋队组织，成立于1946年6月6日，受社会主义爱国青年同盟领导。团歌为《少年团进行曲》。
成员年龄在7至13岁之间，以就读初中前的小学生为主，入队仪式常在金日成和金正日生日举行。2018年的估计约有325万名成员。
朝鲜少年团自1995年起，每逢4月15日会联合朝鲜人民军组织朝鲜境内各地的植树活动。